# Panhard & Levassor Type X51
Der Panhard & Levassor Type X51 ist ein Pkw-Prototyp. Hersteller war Panhard & Levassor in Frankreich.

## Beschreibung
Die Fahrzeuge haben einen ventillosen Schiebermotor nach einer Lizenz von Charles Yale Knight. Im Motorcode „SK4E4“ steht das „K“ für Knight und die „4“ für die Anzahl der Zylinder.
Zum Vierzylinder-Reihenmotor gibt es unterschiedliche Angaben. Angegeben sind 3564 cm³ Hubraum. Das lässt auf 90 mm Bohrung, 140 mm Hub und rechnerisch 3563 cm³ Hubraum schließen. An anderer Stelle sind 85 mm Bohrung, 140 mm Hub und 3178 cm³ Hubraum angegeben wie bei mehreren „SK4E“-Motoren. Er wurde auch 20 CV oder 18 CV genannt. Die Leistung des Frontmotors wird über eine Kardanwelle an die Hinterachse übertragen
.
Das Fahrzeug entstand 1924 und blieb ein Einzelstück.